# Celebration of the Lizard
"Celebration of the King Lizard" es un espectáculo poético escrito por el líder de la banda de rock norteamericana The Doors, Jim Morrison. Está compuesto de una serie de poemas, que incluían partes musicalizadas, verso hablado, y algunas narraciones alegóricas.

## Poemas
- Lions In The Street
- Wake Up!
- A Little Game
- The Hill Dwellers
- Not to Touch the Earth
- Names Of The Kingdom
- The Palace Of Exile

## Descripción
La "celebración" supuestamente cabría en un lado de un vinilo, pero los miembros de la banda pensaron que las extensas piezas de poesía harían de una grabación completa un acto imposible. El grupo intentó grabar la pieza entera varias veces, pero se rendían cuando no estaban satisfechos con los resultados. Dos pasajes musical de la pieza fueron usados, Not to Touch the Earth y A Little Game, que se usó como la base para su canción Five to One y estos fueron puestos en su tercer disco de estudio, Waiting for the Sun, en 1968, y el resto de los poemas fueron publicados dentro de la caja del álbum.
La pieza entera fue interpretada en varios espectáculos de The Doors. Una versión completa puede escucharse en el disco de la banda, Absolutely Live. La primera grabación no fue lanzada sino hasta el álbum de grandes éxitos de 2003, Legacy: the Absolute Best.
Un show de The Doors en el Felt Forum de Nueva York, en enero de 1970, nos muestra a un Morrison haciendo historia sobre el escenario. Antes de leer la Celebration Of The Lizard, invita a la audiencia a usar lenguaje grosero fuerte y claro para que pudiera ser grabado junto con la actuación.
"Ahora escuchen, quiero recordarles sobre algo muy importante. No sé si ustedes saben, pero toda esta tarde está siendo grabada para toda la eternidad y más... así que escuchen, si quieren estar representados en la eternidad, con un poco de lenguaje grosero... entonces espero que se paren en sus sillas y lo griten muy claramente o no vamos a poder meterlo en la grabación, ok? No se preocupen, la operación no tardará mucho y se sentirán mucho mejor en la mañana."
- Datos: Q5057654